# Place Ville Marie
 (avril 2022).
Si vous disposez d'ouvrages ou d'articles de référence ou si vous connaissez des sites web de qualité traitant du thème abordé ici, merci de compléter l'article en donnant les références utiles à sa vérifiabilité et en les liant à la section « Notes et références ».
Pour les articles homonymes, voir Marie et Ville-Marie.
Place Ville Marie est un complexe immobilier du centre-ville de Montréal (Québec) constitué de cinq immeubles de bureaux situés au-dessus d'une esplanade, d'une galerie commerciale et d'une aire de restauration. Les immeubles sont groupés autour d'une place située sur le toit de cette galerie et portant aussi le nom de Place Ville Marie. Le nom de place Ville Marie désigne toutefois généralement l'immeuble principal de ce complexe, le 1 Place Ville Marie.
Place Ville Marie se situe dans l'arrondissement Ville-Marie, à l'extrémité sud de l'avenue McGill College – voie qui se termine au nord face à l'Université McGill – et est entourée des boulevards René-Lévesque et Robert-Bourassa et de la rue Mansfield.

## Histoire

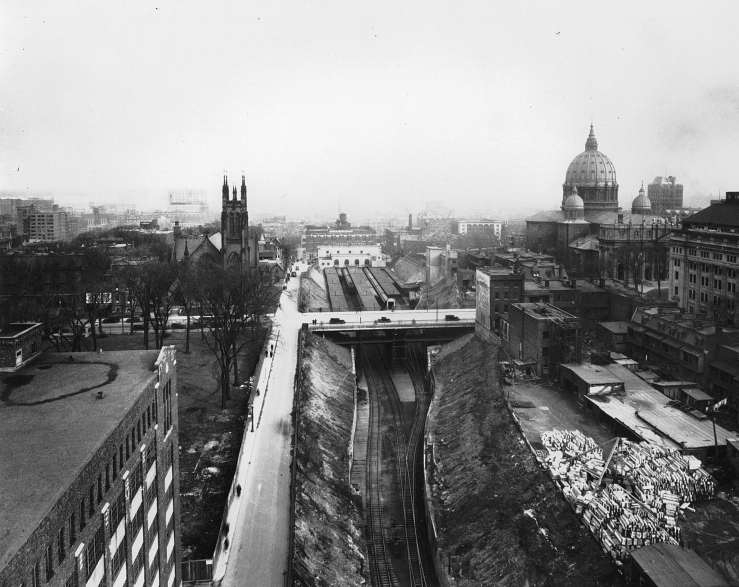
Vue en direction sud, fosse du Canadien National, près de la rue Dorchester, 1930.

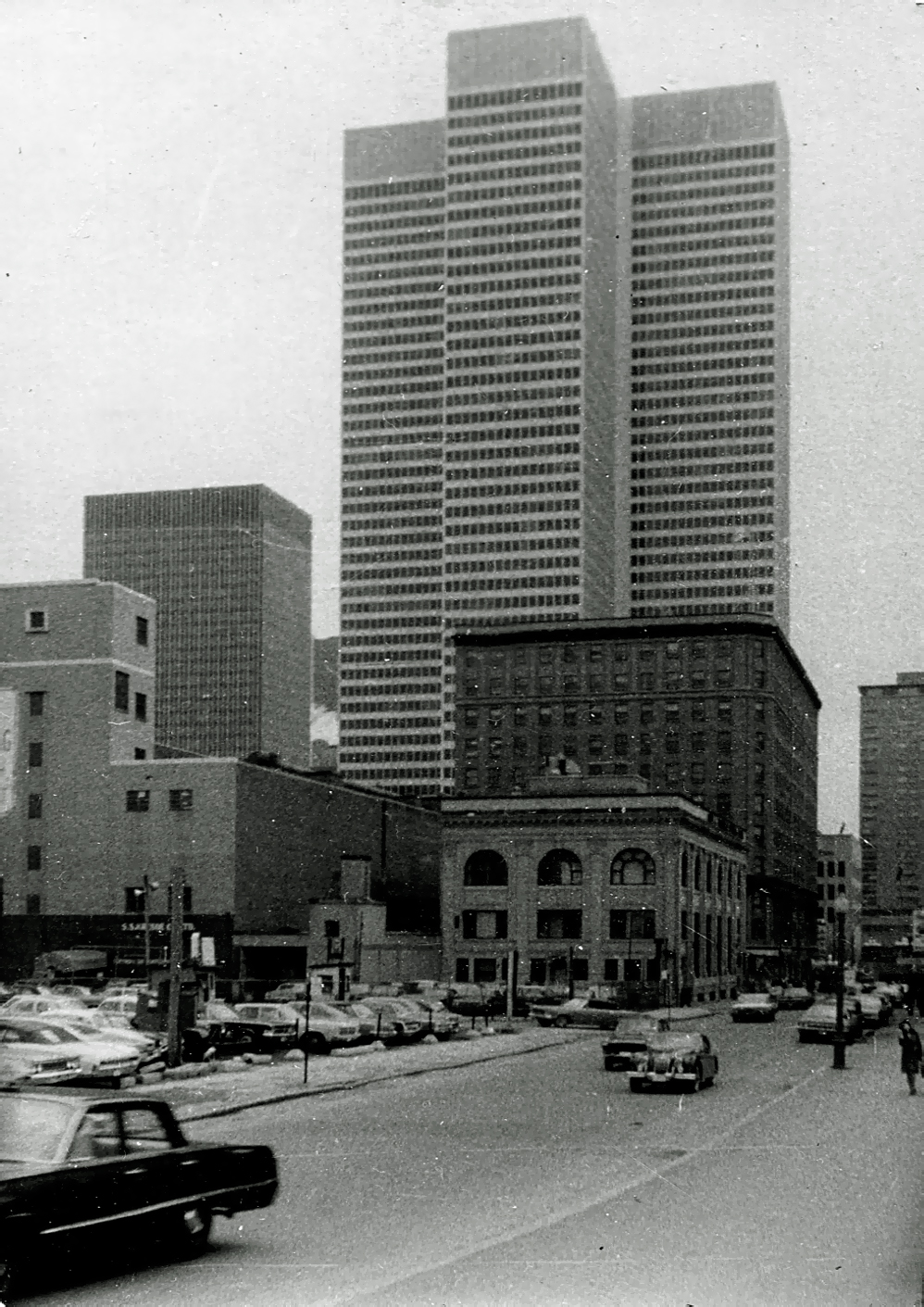
Aperçu de Place Ville Marie en 1967.

La phase 1 du complexe de Place Ville Marie (infrastructure et édifice principal) fut construite entre 1958 et 1962 par le promoteur new-yorkais William Zeckendorf au-dessus de la tranchée de la Gare Centrale du CN. La construction d'un aussi vaste complexe dans ce qui était un lieu difficile à mettre en valeur fut un coup de génie qui contribua à réorienter le développement du centre-ville montréalais. Le promoteur fit cependant faillite avec ce projet quelques années plus tard.
À l'époque, les promoteurs de Place Ville Marie et de la Tour CIBC se livraient compétition pour le plus haut édifice de Montréal et du Canada. La palme fut remportée par Place Ville Marie. Cette compétition est un peu à l'image de celle que se livraient les promoteurs de New York en 1931 lors de la construction du Chrysler Building et de l'Empire State Building pour le plus haut édifice au monde.
Depuis le début des années 1920, une fosse de 15 m de profondeur ouvrait le centre de la ville sur des voies ferrées et les trains qui les empruntaient. La tranchée longeait la rue Cathcart dans le prolongement de l'avenue McGill College. L'arrivée de Donald Gordon à la tête de la compagnie de chemin de fer allait lancer une série de projets destinés à combler la fosse, avec d'abord l'Hôtel Le Reine Élizabeth, puis avec Place Ville Marie. Devant la difficulté du projet, Gordon dut se rendre à New York pour recruter l'architecte et le promoteur qui allaient s'attaquer au défi.
C'est William Zeckendorf qui propose d'ériger un complexe immobilier au-dessus des rails sur trois îlots, d'une superficie de 7 acres (28 000 m2). Gordon accepte et Zeckendorf recrute le duo d'architectes Ieoh Ming Pei et Henry N. Cobb. C'est ce dernier qui prend finalement les rênes de la conception et qui propose l'idée d'une tour cruciforme. Ce choix offrait notamment la possibilité d'aménager davantage de bureaux de coin et de mieux répartir la lumière dans l'édifice.
Les travaux débutent le 28 octobre 1958. Le défi était important, car il fallait construire la tour sur le chemin de fer, sans interrompre le trafic ferroviaire. La solution consiste donc à placer des colonnes de soutien entre les rails et sur les quais de gare, colonnes distancées d'environ 7,65 m. La forme en croix constituait également un élément important de complexité pour assurer la stabilité de la tour et la rendre résistante aux vents. Les ingénieurs durent se rendre à Washington pour trouver un ordinateur assez puissant pour calculer les charges.
L'inauguration de la tour a lieu le 13 septembre 1962. Le pianiste de jazz Oscar Peterson y donne un concert gratuit sur l'esplanade.
L'année suivante voit l'amorce de la construction de la phase 2 du projet. L'édifice central portant l'adresse 1 Place Ville Marie, les deux édifices au nord portent les numéros civiques 2 et 4. Originellement de cinq étages et terminés respectivement en 1963 et 1964, ils seront rehaussés de trois étages en 1969. Entretemps, l'édifice fermant la place à l'ouest, le numéro 5, est complété en 1969 avec 15 étages et il sera rehaussé de quatre étages en 1981, ce qui complète l'ensemble tel qu'il existe aujourd'hui.

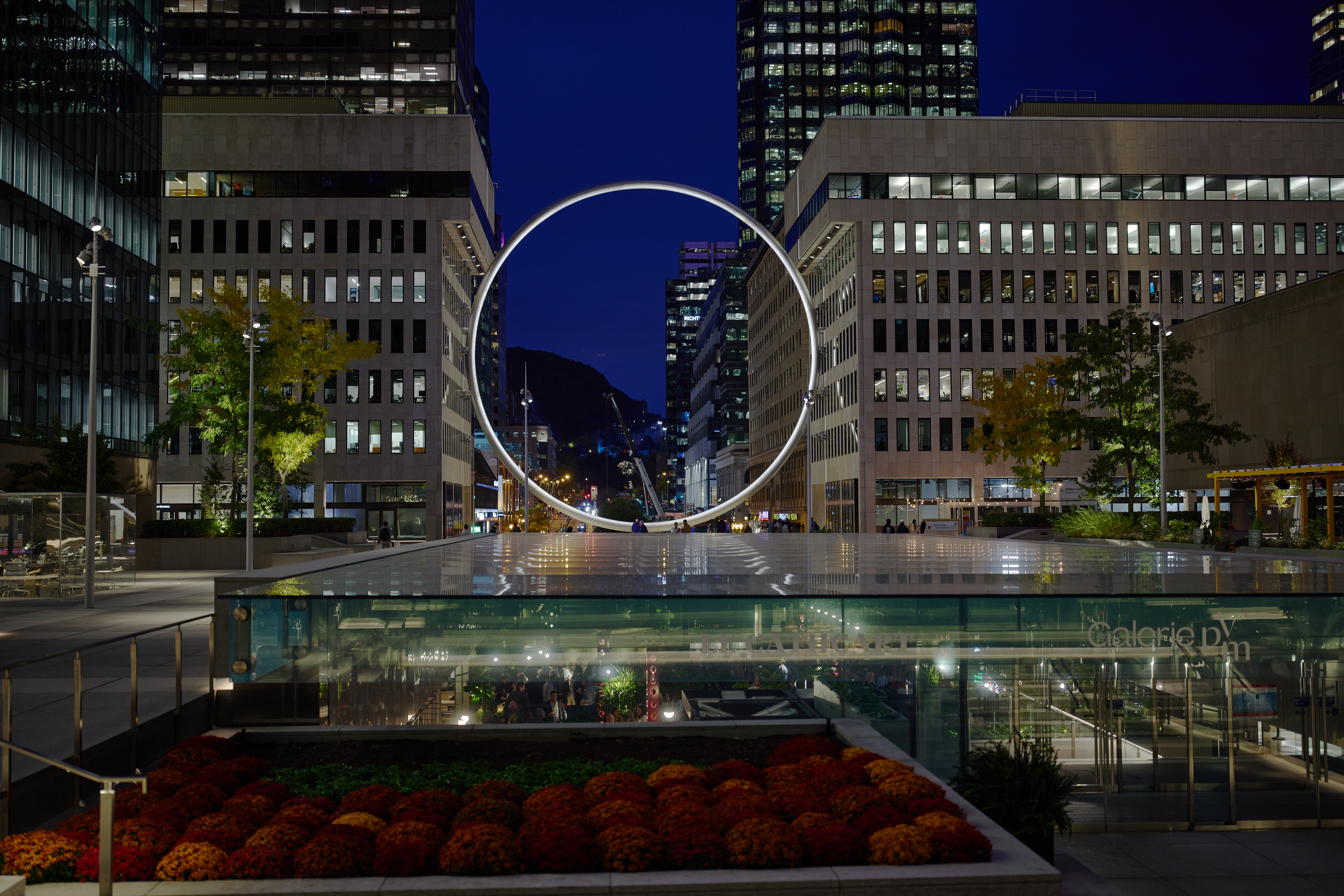
L'Anneau de Claude Cormier, situé à Place Ville Marie.

En novembre 2017, la Caisse de dépôt et placement du Québec a annoncé un investissement de 200 millions $ afin de revitaliser l'esplanade de Place Ville Marie.
En 2021, le Musée d’art contemporain ouvre un espace d'exposition temporaire dans le complexe, pendant sa fermeture pour rénovation. Cela marque son retour à son emplacement d'origine : Place Ville Marie avait été le tout premier lieu de diffusion du musée en 1965, avec une rétrospective consacrée à l’artiste français Georges Rouault.
Un anneau géant en acier a été installé au-dessus des escaliers monumentaux menant de l'esplanade à l'avenue McGill College en juin 2022, au coût prévu de 5 millions. Appelé L'Anneau, il est conçu par Claude Cormier et est son dernier grand projet avant son décès le 15 septembre 2023. Il mesure 30 mètres de diamètre et pèse plus de 23 000 kilogrammes,.

## Localisation

Place Ville-Marie, vue vis-à-vis l'avenue McGill College.

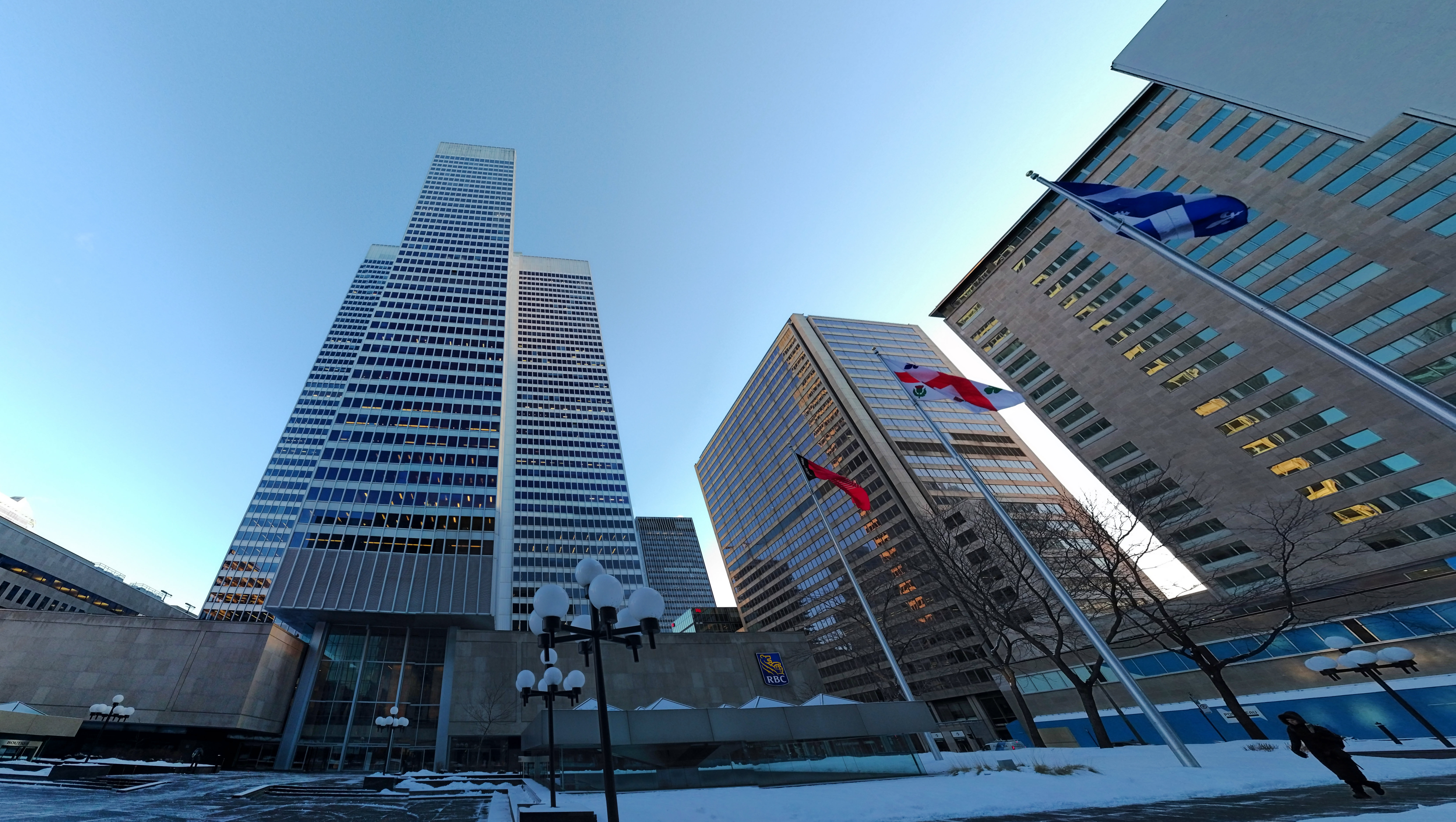
Place Ville-Marie, vue de l'esplanade.

Au départ, Place Ville Marie se tenait au-dessus d'un vaste fossé pour chemin de fer sur le flanc du Mont-Royal, entre l'entrée sud du tunnel sous la montagne du Canadien National et la station centrale. Ainsi, la majorité du bâtiment a été construit au-dessus de rails, obligeant la structure à être plus résistante aux vibrations que les normes requises.
Tous les terrains compris entre la rue Cathcart, le boulevard Dorchester (boulevard René-Lévesque), la rue University (boulevard Robert-Bourassa) et la rue Mansfield appartenaient au Canadien National, à l'exception du Club St. James (en) situé au coin de Dorchester et University. Le développeur William Zeckendorf a offert le haut de Place Ville Marie au Club St. James en échange de leur propriété, mais s'est vu refuser la transaction.

## Édifices
Le nom « Place Ville Marie » est généralement utilisé pour parler de l'édifice cruciforme, mais le terme est applicable aussi aux trois plus petits édifices qui ont été construits autour entre 1963 et 1969, en plus de l'esplanade qui se situe au-dessus de la plus grosse section de l'espace de magasinage et entre les édifices. Les édifices et l'esplanade ont été à plusieurs reprises remis au goût du jour au cours des années. Lors des dernières rénovations, la plus grande partie du béton et terraformé de l'esplanade a été recouverte de gazon, fleurs et arbustes. En 2020, une partie de cette terrasse a été remplacée par un pavillon de verre, « l'une des plus importantes structures de verre en Amérique du Nord » selon le promoteur. Le complexe comporte 314 383 mètres carrés louables ainsi qu'un stationnement pour 900 véhicules. Il y a environ 70 locataires comptant au total 10 000 employés.
La société de la Couronne Via Rail Canada a son siège social au 3 Place Ville Marie.

## Description

### Structure
L'édifice principal, cruciforme, mesure 188,1 m (617 pieds) et possède 42 étages. Le complexe a été développé en quatre édifices afin de ne pas être construit trop en hauteur, puisque la Ville de Montréal limite par réglementation la hauteur des gratte-ciels à celle du mont Royal.
Au PH 1 (42e étage), l'édifice central contient une chute d'eau, qui est le point central du système d'aération du complexe.
Le service d'ascenseur a été installé par Otis Elevator Company, mais certains ascenseurs ont été modernisés par Kone.
Malgré son âge, le complexe reste encore aujourd'hui le pivot du centre-ville et le point central du Montréal souterrain, géographiquement et historiquement. À son niveau inférieur, un centre commercial du nom de La Galerie Place Ville-Marie est relié par tunnels au Centre Eaton et à la Gare centrale (ce dernier tunnel passant sous le boulevard René-Lévesque).

### Sommet de la structure

#### Gyrophare de Montréal

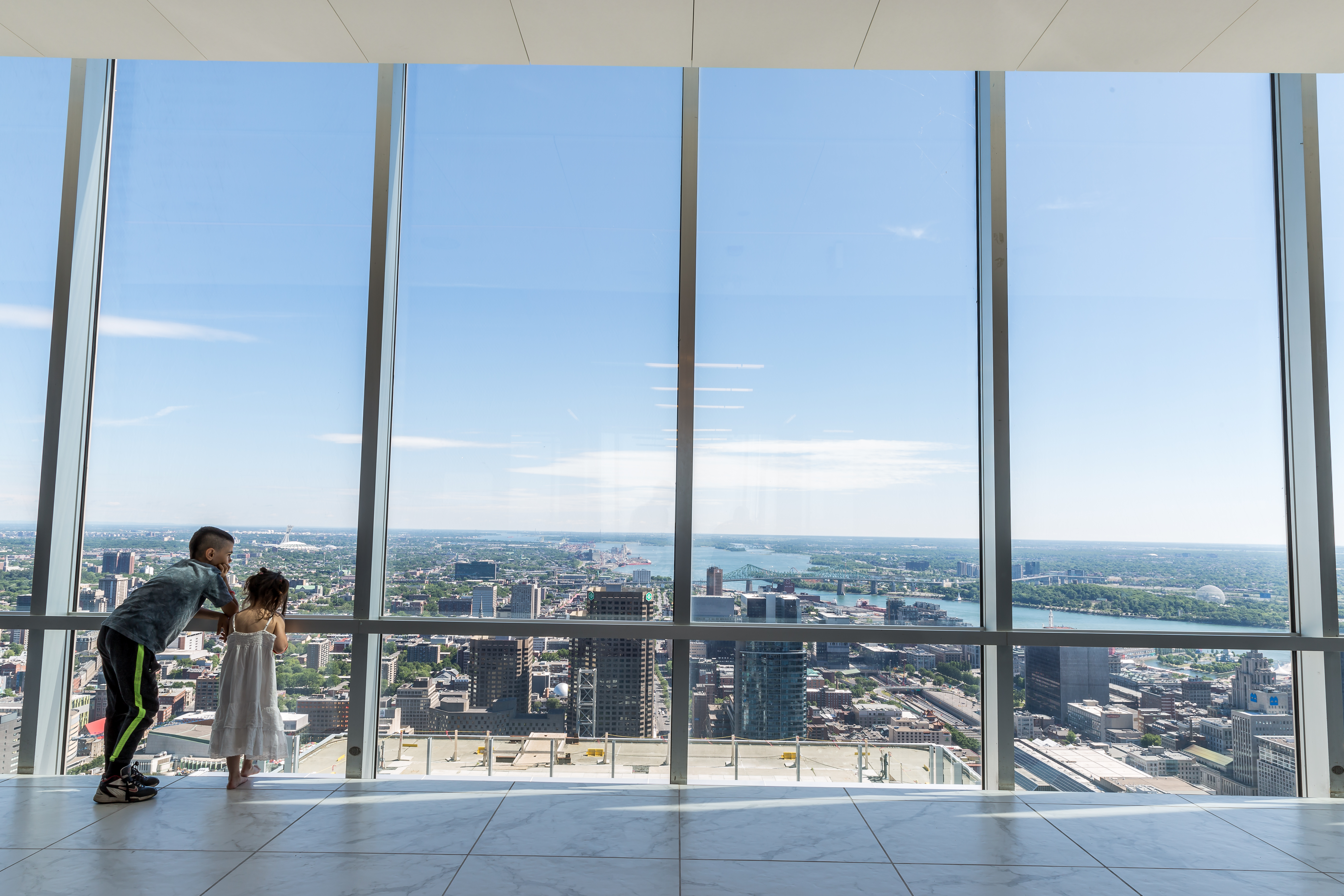
L'observatoire de la Place Ville-Marie.

Au sommet de la tour, un gyrophare a été installé par un des locataires, la Banque royale du Canada. Le gyrophare a été déplacé de l'édifice de la banque dans le Vieux-Montréal. Il est équipé de quatre ampoules de 2 500 watts qui s'allument automatiquement à la tombée du jour et qui s'éteignent à 1 h du matin. Devenu un emblème de la ville, les lumières peuvent être vues à 58 km de distance.

#### Observatoire Place Ville Marie
De 2016 à 2020, l'Observatoire Place Ville Marie est situé du 44 au 46e étage qui abritait auparavant le restaurant Altitude 737. L’observatoire offre un panorama de Montréal en 360 degrés à 188 mètres de haut. Des audio-guides et des panneaux explicatifs retracent l'histoire de la tour et la description des quartiers visibles de l'observatoire. Une terrasse extérieure et un restaurant complètent les installations. Il est d'abord fermé temporairement pendant la pandémie de Covid-19. Puis en mai 2020 il est annoncé qu'il est définitivement fermé.

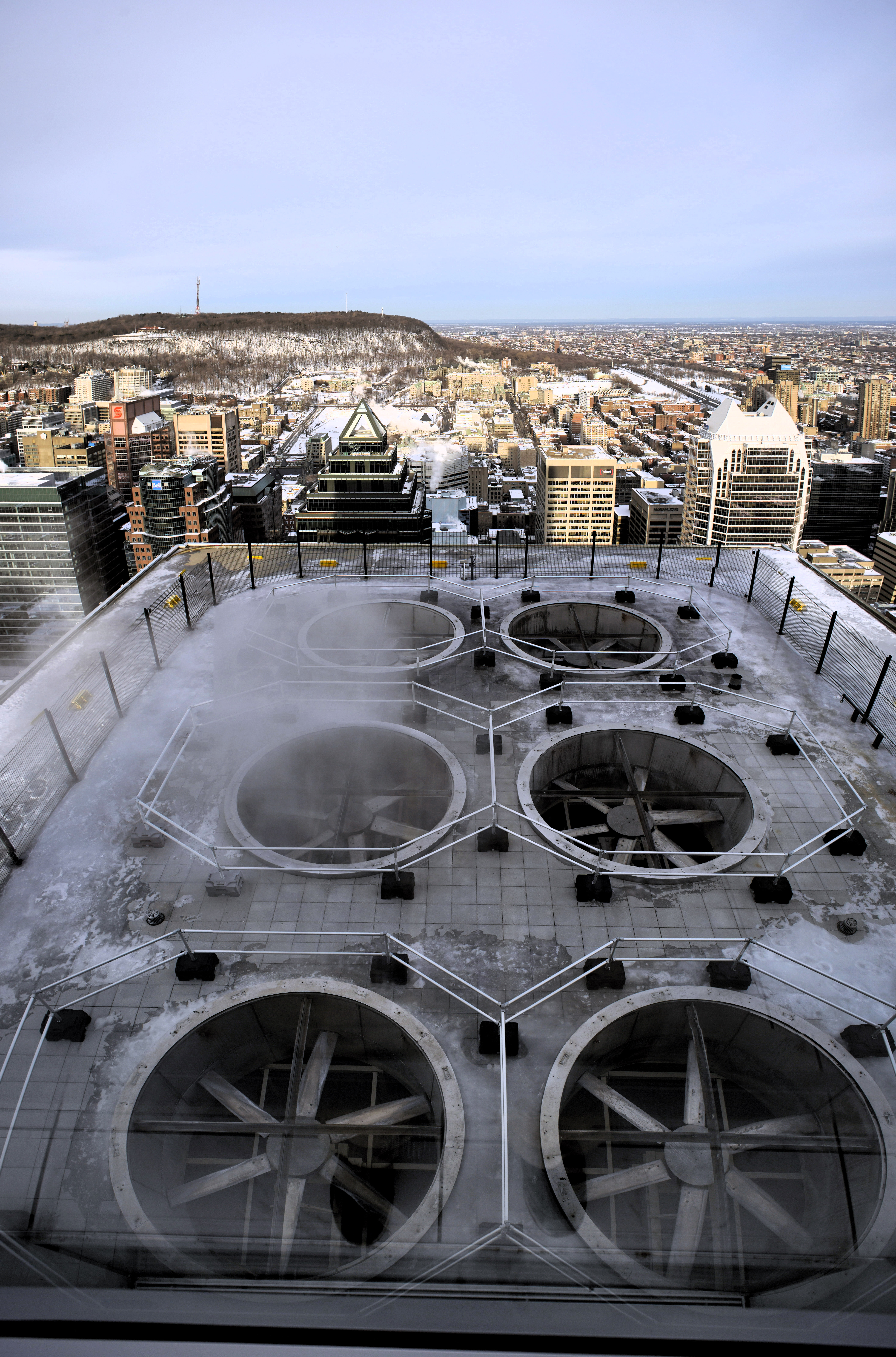
Depuis l'observatoire de la Place Ville-Marie, on peut voir les énormes ventilateurs installés sur le toit.

## Données
- Environ 2 000 tonnes d'aluminium ont servi pour le revêtement des façades de la tour.
- Environ 49 000 tonnes d'acier ont servi à la construction.
- Un million de boulons ont été utilisés.
- La tour contient 261 km de tuyauterie et 1 150 km de conducteurs électriques.
- La tour compte 32 ascenseurs.
- Le débit d'eau et la hauteur du jet de la fontaine sur l'esplanade sont ajustés selon la force du vent pour ne pas éclabousser les passants.
- La PVM était le plus haut gratte-ciel du Commonwealth lors de sa création[7].